# Richard Mattessich
Richard Victor Alvarus Mattessich (9 de agosto de 1922, Trieste - 30 de septiembre de 2019, Toronto) fue un economista de negocios austro-canadiense y profesor emérito de contabilidad de la Universidad de Columbia Británica. Conocido por introducir, en 1961, el concepto de hoja de cálculo electrónica en el campo de la contabilidad de negocios y administrativa.

## Vida y Obra
Mattessich obtuvo en 1940 su maestría en Ingeniería Mecánica en el Engineering College, Vienna, y en 1944 su maestría en Administración de Negocios (MBA por sus siglas en inglés) en la Escuela de Economía y Administración de Negocios de Viena. En 1945 obtuvo su doctorado en Economía. 
Después de su graduación, comenzó en 1945 como asistente de investigación en el Instituto Austríaco de Investigación Económica, en Viena. En 1947 se mudó a la Universidad de St. Gallen, donde fue nombrado instructor de Comercio. En 1952, se mudó a Canadá y fue profesor de contabilidad desde 1953 hasta 1959 en el Mount Allison University. Desde 1959 hasta 1967 fue profesor de Contabilidad en la Universidad de California en Berkeley, de 1967 a 1987 profesor de contabilidad en la Universidad de Columbia Británica y desde 1988, profesor emérito.
Mattessich fue galardonado con un doctorado honoris causa por parte de la Universidad de Málaga, España, por parte de la Universidad de Montesquieu en Bordeaux en el año 2006; y de la Universidad de Graz en Austria en 2007.
Falleció el 30 de septiembre de 2019 en Toronto (Canadá) de un paro cardiorrespiratorio. 